# Lac Timsah
Le lac Timsah est un lac d'Égypte dans le delta du Nil. Il fait partie des lacs amers traversés par le canal de Suez, avec le lac Menzaleh et le Grand Lac Amer. La ville d'Ismaïlia, siège administratif de la Suez Canal Authority (ACS) est construite sur ses berges septentrionales.

## Géographie
De forme triangulaire, il couvre une superficie de 14 km2 et sa profondeur n'excède que rarement 1 mètre. La largeur du canal au Nord et au Sud d'Ismaïlia ne permettait pas aux navires de se croiser sur cette portion, et les obligeait à mouiller sur le lac en attendant que la voie se libère afin de poursuivre leur périple. L'inauguration, le 6 août 2015, d'un nouveau canal à l'Est du lac Timsah, d'une longueur de 35 km, a supprimé cet inconvénient.